# Bananas!*

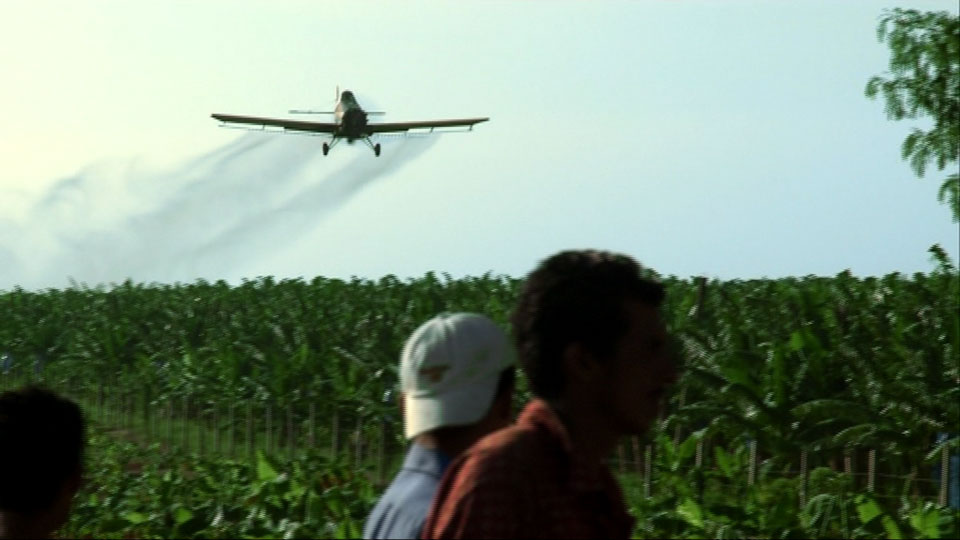
Scène uit Bananas!*

Bananas!* is een  documentaire geregisseerd door de Zweedse filmmaker en journalist Fredrik Gertten. De documentaire draait om een conflict tussen een groep Nicaraguaanse arbeiders in de fruitteelt en de Dole Food Company, een multinationaal landbouwvoedingsmiddelenbedrijf, over de gevolgen van het gebruik van de pesticide DBCP door Dole.

## Verhaal
De arbeiders werkten in de jaren zeventig op de plantages van Dole in Nicaragua. Het bedrijf maakte daar gebruik van DBCP, lang nadat het in de Verenigde Staten verboden werd wegens de aantoonbare schadelijke effecten. De arbeiders werkten zonder enige bescherming en dronken water dat door de pesticide was besmet. Velen waren niet op de hoogte van de schadelijke gevolgen, onder meer doordat de etiketten van de producten in het Engels waren gesteld en niet in het Spaans. Pas in de jaren negentig realiseerde men welk risico de arbeiders hadden gelopen, toen in Chinandega en in gemeenschappen in het westen van Nicaragua kinderen misvormd ter wereld kwamen en vrouwen miskramen kregen en onvruchtbaar werden. In 1995 begon een juridische strijd tegen Dole.
De documentaire volgt de advocaat Juan Domínguez, die twaalf arbeiders van een Nicaraguaanse bananenplantage vertegenwoordigt in een aanklacht tegen Dole. Het bedrijf verdedigt zich door arbeiders af als te schilderen als alcoholisten en leugenaars.

## Ontvangst
Na de vertoning van de documentaire op het Filmfestival van Los Angeles op 20 juni 2009 beschuldigde Dole Fredrik Gertten van smaad. Voorafgaand aan die beschuldiging had Dole het filmfestival gedreigd met juridische stappen, waarna de film wel werd vertoond maar niet deelnam aan de competitie voor een filmprijs. Op 15 oktober 2009 trok Dole de rechtszaak tegen Gertten in. Over de strijd met Dole maakte de documantairemaker Big Boys Gone Bananas!*.
In september 2009 zorgden de Zweedse parlementariërs Mats Johansson en Luciano Astudillo dat de film werd vertoond in de Zweedse Rijksdag , waarmee de film in Zweden in première ging.